# Ruta de la Seda: Corredor Chang'an-Tian Shan
Ruta de la Seda: xarxa viària del corredor Chang'an-Tianshan és un camí declarat el 22 de juny del 2014 per la UNESCO com a Patrimoni de la Humanitat. És un tram d'uns 5.000 quilòmetres de la xarxa de l'antiga Ruta de la Seda, que anava des de la Xina central a la regió de Jetissú de l'Àsia central, un corredor que abasta terres de la Xina, el Kazakhstan i Kirguizistan i inclou 33 indrets, alguns dels quals anteriorment declarats Patrimoni de la Humanitat.
La UNESCO espera que en el futur s'hi unisquen més seccions de la Ruta de la Seda.

## Història
El 1988, la UNESCO començà un estudi de la Ruta de la Seda per a promoure l'enteniment de la difusió cultural per Euràsia i la protecció del patrimoni cultural. A l'agost de 2006, la UNESCO i l'Administració estatal del patrimoni cultural de la República Popular de la Xina patrocinaren una conferència a Turfan, a Xinjiang, sobre la coordinació de sol·licituds perquè es declarassen Patrimoni de la Humanitat llocs de la Ruta de la Seda. En aquesta conferència, la Xina i cinc repúbliques d'Àsia central, el Kazakhstan, Kirguizistan, Tadjikistan, Uzbekistan i Turkmenistan, digueren que en presentarien una sol·licitud conjunta el 2010. Els sis estats van formar un comité de coordinació el 2009 per a preparar-ne la proposta.
El 28 de març del 2008, la Xina proposà una llista de 48 indrets de la Ruta de la Seda a la UNESCO perquè els valoràs com a patrimoni cultural. Aquests llocs es dividiren entre punts terrestres de la Ruta de la Seda a Henan, Shaanxi, Qinghai, i la província de Gansu, les regions autònomes de Ningxia i Xinjiang, i els punts marítims de Ningbo, Zhejiang i Quanzhou, a la província de Fujian. El 2 de maig del 2008, Iran en proposà una llista amb indrets de la Ruta de la província de Khorasan. El 3 de gener del 2010, Turkmenistan presentà una llista de 29 indrets al llarg d'11 trams de la Ruta. El 20 de gener del 2010, l'Índia presentà una llista de 12 llocs de la Ruta. El 19 de febrer del 2010, Kirguizistan en presentà sis, i Uzbekistan una de 18. La llista del Kazakhstan fou donada el 3 de maig del 2012.
A la fi de l'any 2011, la UNESCO proposà que, per l'enorme escala del projecte de la Ruta de la Seda, les sol·licituds s'agrupassen per corredors. Al desembre del 2011, la Xina, el Kazakhstan i Kirguizistan acordaren presentar una sol·licitud conjunta per a un corredor des de la Xina central, creuant la serralada Tian Shan, i cada estat triaria un oficial del govern, un arqueòleg i un comité de sol·licitud. Tadjikistan, Uzbekistan i Turkmenistan es prepararen per a formular una altra sol·licitud. El 2013, la sol·licitud del corredor Chang'an-Tian Shan fou presentada per Kirguizistan. Contenia 22 indrets de la Xina, 8 al Kazakhstan i 3 al Kirguizistan. Cada estat membre de la UNESCO pot presentar-ne una sol·licitud per any, i la Xina havia presentat una per al Gran Canal. Els llocs proposats per la Xina es van revisar per a aquesta sol·licitud. Se'n van eliminar els indrets de la regió de Ningxia i els relacionats amb la Ruta de la Seda marítima. Els organitzadors xinesos havien dit que alguns indrets eliminats de la sol·licitud podrien tornar a proposar-se més endavant.
El 22 de juny del 2014, en la 38a reunió del Comité del Patrimoni Mundial, a Doha, Qatar, s'aprovà la petició del corredor Chang'an-Tian Shan, com a indret núm. 1442.

## Corredor Chang'an-Tian Shan
El corredor Chang'an-Tian Shan de la Ruta de la Seda són 33 llocs nous a la Xina, el Kazakhstan i Kirguizistan. Els indrets inclouen capitals i palaus d'imperis i regnes, assentaments comercials, temples budistes en coves, trams de la ruta i antigues sendes, cases de posta, passos de muntanya, torres de vigilància, trams de la Gran Muralla, forts, tombes i temples. Els 33 llocs abasten una superfície de 42.668,16 ha i amb una zona de protecció de 189.963,13 ha. Responen als criteris culturals (ii), (iii), (v) i (vi) de la UNESCO.
L'ICOMOS, que va valorar la proposta per a la declaració, classificà els indrets en quatre zones al llarg de la Ruta de la Seda:
- la Xina central, antigues capitals imperials a la Gran Plana Xinesa i de Guanzhong.
- Corredor de Hexi a la província de Gansu, que connecta la Xina amb Xinjiang.
- Nord i sud de la serralada dels Tian Shan en Xinjiang de la Xina.
- Regió de Jetissú de les valls del riu Ili i el Tales al Kazakhstan i la Vall de Chuy a Kirguizistan.

A més a més de la classificació com a Patrimoni de la Humanitat, que comença amb la xifra «1142», cada indret té un codi, la primera xifra del qual significa:
- C: ciutats centrals
- S: establiments comercials
- T: instal·lacions de transport i de defensa
- R: llocs religiosos
- A: llocs associats

| º      |            |      |        |                                                                  |                                      |                 |           |                 |                                                      |
| ------ | ---------- | ---- | ------ | ---------------------------------------------------------------- | ------------------------------------ | --------------- | --------- | --------------- | ---------------------------------------------------- |
| Imatge | Referència | Zona | Codi   | Lloc                                                             | Població                             | País            | Àrea (ha) | Zona tampó (ha) | Coordenades                                          |
|        | 1442-001   | ChC  | C01-CN | Palau Weiyang de Xi'an, Dinastia Han                             | Xi'an, Shaanxi                       | R.P. de la Xina | 611,09    | 5.422,02        | 34° 18′ 22″ N, 108° 51′ 06″ E / 34.3062°N,108.8518°E |
|        | 1442-002   | ChC  | C02-CN | Ciutat de Luoyang, des de la Dinastia Han a la dels Wei del Nord | Luoyang, província de Henan          | R.P. de la Xina | 1.088,38  | 8.882,06        | 34° 43′ 48″ N, 112° 37′ 17″ E / 34.7301°N,112.6213°E |
|        | 1442-003   | ChC  | C03-CN | Palau Daming de Chang'an, Dinastia Tang                          | Xi'an, Shaanxi                       | R.P. de la Xina | 376,55    | 267,05          | 34° 17′ 35″ N, 108° 57′ 34″ E / 34.2930°N,108.9594°E |
|        | 1442-004   | ChC  | C04-CN | Porta de Dingding, Luoyang, dinasties Sui i Tang                 | Luoyang, província de Henan          | R.P. de la Xina | 91,30     | 2.932,48        | 34° 37′ 58″ N, 112° 27′ 38″ E / 34.6329°N,112.4606°E |
|        | 1442-005   | Tian | C05-CN | Ciutat de Gaochang                                               | Turpan, Xinjiang                     | R.P. de la Xina | 459,97    | 51.207,80       | 42° 51′ 09″ N, 89° 31′ 40″ E / 42.8525°N,89.5278°E   |
|        | 1442-006   | Tian | C06-CN | Jiaohe, Yar de Bashbaliq                                         | Turpan, Xinjiang                     | R.P. de la Xina | 680,33    | 2.522,25        | 42° 57′ 02″ N, 89° 03′ 50″ E / 42.9505°N,89.0639°E   |
|        | 1442-007   | ChC  | C07-CN | Bishbalik                                                        | Changji, Xinjiang                    | R.P. de la Xina | 385,15    | 789,54          | 44° 05′ 47″ N, 89° 12′ 28″ E / 44.0964°N,89.2078°E   |
|        | 1442-008   | Zhe  | C08-KG | Suyab (Ak-Beshim)                                                | Txui, província de Txui              | Kirguizstan     | 37,78     | 1.360           | 42° 48′ 19″ N, 75° 12′ 00″ E / 42.8052°N,75.1999°E   |
|        | 1442-009   | Zhe  | C09-KG | Balasagun (Burana)                                               | Txui, província de Txui              | Kirguizstan     | 36,58     | 1.900           | 42° 44′ 50″ N, 75° 14′ 51″ E / 42.7472°N,75.2476°E   |
|        | 1442-010   | Zhe  | C10-KG | Nevaket (Krasnaya Retchka)                                       | Ysyk-Ata, província de Txui          | Kirguizstan     | 743,31    | 3.265           | 42° 54′ 54″ N, 75° 00′ 41″ E / 42.9150°N,75.0114°E   |
|        | 1442-011   | Zhe  | C11-KZ | Kayalyk                                                          | Sarkand, província d'Almati          | Kazakhstan      | 85,2      | 146,1           | 45° 39′ 50″ N, 80° 15′ 43″ E / 45.6638°N,80.2619°E   |
|        | 1442-012   | Zhe  | S01-KZ | Talgar                                                           | Talgar, província d'Almati           | Kazakhstan      | 55,7      | 329,3           | 43° 16′ 44″ N, 77° 13′ 22″ E / 43.2789°N,77.2227°E   |
|        | 1442-013   | Zhe  | S02-KZ | Aktobé                                                           | Chou, província de Jàmbil            | Kazakhstan      | 4.135     | 702             | 43° 13′ 34″ N, 74° 02′ 01″ E / 43.2261°N,74.0336°E   |
|        | 1442-014   | Zhe  | S03-KZ | Kulan (Jàmbil)                                                   | Turar Ryskoulov, província de Jàmbil | Kazakhstan      | 1.113     | 561             | 42° 54′ 40″ N, 72° 44′ 56″ E / 42.9110°N,72.7489°E   |
|        | 1442-015   | Zhe  | S04-KZ | Örnek                                                            | Turar Ryskoulov, província de Jàmbil | Kazakhstan      | 6.549     | 4.294,5         | 42° 53′ 40″ N, 72° 08′ 52″ E / 42.8944°N,72.1478°E   |
|        | 1442-016   | Zhe  | S05-KZ | Akyrtas                                                          | Turar Ryskoulov, província de Jàmbil | Kazakhstan      | 36        | 736             | 42° 57′ 13″ N, 71° 48′ 10″ E / 42.9536°N,71.8028°E   |
|        | 1442-017   | Zhe  | S06-KZ | Kostobe                                                          | Bayzak, província de Jàmbil          | Kazakhstan      | 43        | 95,5            | 42° 59′ 24″ N, 71° 31′ 25″ E / 42.9900°N,71.5236°E   |
|        | 1442-018   | ChC  | T01-CN | Pas de Hangu, Dinastia Han, Xian de Xin'an                       | Luoyang, província de Henan          | R.P. de la Xina | 98,77     | 463,41          | 34° 43′ 11″ N, 112° 10′ 16″ E / 34.7196°N,112.1711°E |
|        | 1442-019   | ChC  | T02-CN | Antiga ruta de les muntanyes Xiao                                | Sanmenxia, província de Henan        | R.P. de la Xina | 37,17     | 1.206,72        | 34° 43′ 07″ N, 111° 30′ 34″ E / 34.7186°N,111.5094°E |
|        | 1442-020   | Hexi | T03-CN | Suoyang                                                          | Jiuquan, província de Gansu          | R.P. de la Xina | 15.788,60 | 23.424,66       | 40° 14′ 48″ N, 96° 12′ 11″ E / 40.2467°N,96.2031°E   |
|        | 1442-021   | Hexi | T04-CN | Casa de postes de Xuanquanzhi                                    | Dunhuang, província de Gansu         | R.P. de la Xina | 824,26    | 2.647,39        | 40° 15′ 53″ N, 95° 19′ 46″ E / 40.2647°N,95.3294°E   |
|        | 1442-022   | Hexi | T05-CN | Porta de Jade                                                    | Dunhuang, província de Gansu         | R.P. de la Xina | 5.967,80  | 50.923,02       | 40° 21′ 13″ N, 93° 51′ 50″ E / 40.3536°N,93.8639°E   |
|        | 1442-023   | Tian | T06-CN | Far de Kizilgaha                                                 | Aksou, Xinjiang                      | R.P. de la Xina | 100,00    | 6.608,69        | 41° 47′ 37″ N, 82° 53′ 54″ E / 41.7936°N,82.8982°E   |
|        | 1442-024   | Zhe  | T07-KZ | Karamergen                                                       | Balkhaix, Almati                     | Kazakhstan      | 7,9       | 47,7            | 45° 54′ 29″ N, 75° 39′ 47″ E / 45.9081°N,75.6631°E   |
|        | 1442-025   | Tian | R01-CN | Temple i coves de Kizil                                          | Aksou, Xinjiang                      | R.P. de la Xina | 1.798,48  | 9.849,17        | 41° 47′ 02″ N, 82° 30′ 20″ E / 41.7839°N,82.5056°E   |
|        | 1442-026   | Tian | R02-CN | Temple budista de Subashi                                        | Aksou, Xinjiang                      | R.P. de la Xina | 854,11    | 4.322,59        | 41° 51′ 21″ N, 83° 02′ 50″ E / 41.8558°N,83.0471°E   |
|        | 1442-027   | ChC  | R03-CN | Coves de Binglingsi                                              | Yongjing, Linxia, província de Gansu | R.P. de la Xina | 132,62    | 2.044,37        | 35° 48′ 33″ N, 103° 02′ 52″ E / 35.8093°N,103.0478°E |
|        | 1442-028   | ChC  | R04-CN | Coves de Maijishan                                               | Tianshui, Gansu                      | R.P. de la Xina | 483,71    | 1.259,28        | 34° 21′ 03″ N, 106° 00′ 10″ E / 34.3508°N,106.0028°E |
|        | 1442-029   |      | R05-CN | Temple de la Cova de Bin (Dafosi)                                | Xianyang, Shaanxi                    | R.P. de la Xina | 34,68     | 587,26          | 35° 04′ 24″ N, 107° 59′ 32″ E / 35.0733°N,107.9922°E |
|        | 1442-030   | ChC  | R06-CN | Gran pagoda de l'Ànec salvatge                                   | Xi'an, Shaanxi                       | R.P. de la Xina | 5,33      | 354,32          | 34° 13′ 11″ N, 108° 57′ 33″ E / 34.2198°N,108.9593°E |
|        | 1442-031   | ChC  | R07-CN | Petita pagoda de l'Ànec salvatge                                 | Xi'an, Shaanxi                       | R.P. de la Xina | 3,97      | 345,82          | 34° 14′ 27″ N, 108° 56′ 15″ E / 34.2408°N,108.9374°E |
|        | 1442-032   | ChC  | R08-CN | Pagodes del Temple de Xingjiao                                   | Xi'an, provincia de Shaanxi          | R.P. de la Xina | 2,08      | 428,77          | 34° 05′ 29″ N, 109° 02′ 02″ E / 34.0914°N,109.0339°E |
|        | 1442-033   | ChC  | A01-CN | Tomba de Zhang Qian                                              | Hanzhong, Shaanxi                    | R.P. de la Xina | 1,34      | 37,36           | 33° 09′ 30″ N, 107° 17′ 27″ E / 33.1582°N,107.2909°E |